# Поли Джийн Харви
Поли Джийн Харви (родена на 9 октомври 1969 г.) е английска певица, автор на песни, мултиинструменталист и поетеса. Тя е позната със своя уникален глас, експресивни текстове и експериментален подход към музиката.

## Ранен живот
Поли Джийн Харви е родена в Бридпорт, Дорсет, Англия. От малка тя показва интерес към музиката. През младежките си години участва в различни музикални проекти и започва да пише собствени песни.

## Кариера
Музикалната кариера на Харви започва през 1988 г. като част от музикалната група Automatic Dlamini, заедно с бъдещия си колаборатор Джон Париш.
Издава своя дебютен солов албум Dry през 1992 г. Албумът привлича вниманието на критиката и публиката и отбелязва началото на нейната успешна кариера.
През следващите години тя издава редица влиятелни албуми, сред които Rid of Me (1993), To Bring You My Love (1995), Stories from the City, Stories from the Sea (2000) и Let England Shake (2011). За своето творчество тя е носителка на няколко престижни музикални награди, включително Mercury.
Поли Джийн също така е известна със своите смели и провокативни изпълнения на сцената, които я правят една от най-значимите фигури в алтернативната рок музика.

## Музикален стил
Певицата е позната със своя разнообразен музикален стил, включващ алтернативен рок, инди рок и експериментален рок. Тя е мултиинструменталист и често използва различни инструменти в своите записи, което придава уникален звук на нейната музика.
Тематиката на нейните текстове е разнообразна и често разглежда социални и политически теми, както и лични и емоционални преживявания.

## Дискография
- Dry (1992)
- Rid of Me (1993)
- To Bring You My Love (1995)
- Dance Hall at Louse Point (1995) – с Джон Париш
- Is This Desire? (1998)
- Stories from the City, Stories from the Sea (2000)
- Uh Huh Her (2004)
- White Chalk (2007)
- A Woman a Man Walked By (2009) – с Джон Париш
- Let England Shake (2011)
- The Hope Six Demolition Project (2016)
- I Inside the Old Year Dying (2023)